# عبد الوهاب بن إبراهيم الإمام
عَبدَ الوَهَّاب بن إبراهِيم الإمام بن مُحمد بن عليُّ بن عبد الله اَلعَبَّاسي الهاشِميُّ القُرشيُّ (توفي 774 م) هو أميرٌ عَبَّاسي وقائِد عَسكري، حيث سار مع أعمامِه وبني عَمِّه إلى الكُوفَة سراً بناءً على تَوجيهات والِده حينما اعتَقَلتهُ الشُّرطَة الأُموَيَّة، فدخلوا في دار الوليد بنُ سَعْد مولى بني هاشِم بناءً على توصية أبو سَلَمة الخَلَّال حيث أقاموا حوالي أربعين يوماً قبل أن يرتحِلوا مِنها وذلك في أوقات الاضطرابات والأحداث المُتسارِعة لنشُوب الثَّوْرَة اَلعَبَّاسيَّة حتى استقرَّت الأمُور وبُويِعَ عَمِّه أبوُ اَلعَبَّاس السَّفَّاح كأوّلِ خليفة من بَني العَبَّاس.
تولَّى عَبدَ الوَهَّاب قيادة الحملة العّبَّاسيَّة المُتجهة إلى مَلَطيَة بأمرٍ من عَمِّه الخليفة أبُو جَعْفَر اَلمَنْصُور جنباً إلى جنب مع القائد العسكريّ البارز الحَسَن بنُ قَحْطَبة في سبعون ألف مُقاتل وذلك في عام 758، فهابهم البيزنطيُّون وأخلوا مَلَطيَة بعد أن خرَّبوها، فتولَّى الجَيش اَلعَبَّاسيّ بعد ذلك مهمَّة إعمارِها.
تولَّى قيادة الحُجَّاج إلى مَكَّة اَلمُكَرَّمَة في 764، كما قاد حملة الغزو الصَّيفيَّة في سنتين مُتتاليتين وذلك في عامي 769 و770، تُوفي في العاصِمة العَبَّاسيَّة بَغْداد عام 774.